# هوارد فلو
هوارد فلو (انگلیسی: Håvard Flo؛ زادهٔ ۴ آوریل ۱۹۷۰) بازیکن سابق فوتبال اهل نروژ است.
وی در تیم ملی فوتبال نروژ ۲۶ بازی انجام داده است و عضو این تیم در جام جهانی فوتبال ۱۹۹۸ بوده است.